# Back of my Mind
Back of my Mind, album av Christopher Cross, utgivet 1988. Albumet var Cross' fjärde album och det är producerat av Michael Omartian. 
Albumet nådde Billboard-listans 158:e plats.

## Låtlista
1. Someday  (Christopher Cross/Rob Meurer)
2. Never Stop Believing (Bettis/Bulling/Christopher Cross)
3. Swept Away (Bettis/Christopher Cross/Dorff)
4. Any Old Time (Bettis/Christopher Cross)
5. I Will (Take You Forever) (Christopher Cross/Rob Meurer/Michael Omartian)
6. She Told Me So (Bettis/Christopher Cross/Michael Omartian)
7. Back Of My Mind (Christopher Cross/Rob Meurer)
8. I'll Be Alright (Christopher Cross/Rob Meurer/Michael Omartian)
9. Alibi  (Christopher Cross/Rob Meurer)
10. Just One Look (Christopher Cross)